# Crossing network
Ein Crossing network oder ein Crossing-System ist ein vollelektronisches alternatives Handelssystem, das das Zusammenführen von passenden Kundenaufträgen untereinander oder von Kundenaufträgen gegen Eigenbestände des Handelsteilnehmers unter Ausschluss einer externen Börse ermöglicht. Nach der Definition der United States Securities and Exchange Commission werden in ein Crossing System typischerweise Aufträge ohne Limit eingestellt, welche zu definierten Zeitpunkten zu einem importierten Preis aus einem anderen Handelssystem ausgeführt werden. Als Ausführungspreis werden z. B. der volumengewichtete Durchschnittspreis des Tages (VWAP) oder der aktuelle Mittelpunkt der Geld - Briefspanne (Midpoint) importiert.

## Hintergründe
Entsprechend der MiFID-Bestimmungen muss dabei gewährleistet sein, dass der Kunde stets den bestmöglichen Ausführungskurs erhält. Den Handelsteilnehmern (z. B. Großbanken und Brokern) ist es durch Crossing-Systeme möglich, erhebliche Kosten durch den Wegfall von Börsenhandelsgebühren zu sparen und gleichzeitig bei Bedarf auch direkt auf die angebotene Liquidität zurückzugreifen.
Bedingt durch das Marktmodell (Preisimport) ist eine Ausführung in Crossing-Netzwerken außerdem frei vom Market Impact, so dass die Strategie, institutionelle Aufträge zuerst zu „crossen“, aus Kostengründen vorteilhaft ist.
Da das Orderbuch von Crossing-Netzwerken in der Regel nicht offen, sondern verdeckt ist, gelten die meisten dieser Systeme auch als so genannte Dark Pools. Dabei kommen z. B. in Europa die Ausnahmen gemäß §18 der MiFID Durchführungsverordnung zur Anwendung.
Bekannte Crossing Networks sind:
- Sigma X von der Investmentbank Goldman Sachs
- Crossfinder von der Großbank Credit Suisse
- POSIT von der Investment Technology Group[5]